# بخش مرکزی شهرستان خمام
بخش مرکزی شهرستان خمام یکی از بخش‌های دوگانهٔ شهرستان خمام در استان گیلان است. در تاریخ ۱۲ آبان ماه ۱۳۹۹ با اعلام رسمی وزارت کشور و ابلاغ تصویب‌نامه به استانداری گیلان، شهرستان خمام با دو بخش مرکزی و بخش چوکام معرفی گردید و خانوم عصمت محمددوست بعنوان اولین بخشدار مرکزی تاریخ شهرستان خمام در روز ۲۹ دی ماه ۱۳۹۹ توسط فرماندار خمام معارفه شد. شهر خمام، مرکزِ بخش مرکزی شهرستان خمام است.

## تقسیمات کشوری
- بخش مرکزی شهرستان خمام
  - دهستان چاپارخانه
  - دهستان کته سرخمام
- شهر: خمام